# Starcatcher
Starcatcher — третий студийный альбом американской рок-группы Greta Van Fleet, вышедший 21 июля 2023 года. Альбом был впервые анонсирован в твиттере после трёх финальных концертов тура Dreams in Gold, в ходе которых группа исполнила новые треки «Meeting the Master», «The Falling Sky», «Indigo Streak», «Sacred the Thread», и «Farewell For Now». Трек «Meeting the Master» был выпущен 7 апреля 2023 года в качестве ведущего сингла с альбома. Мировое турне в поддержку альбома началось в Нэшвилле, штат Теннесси, 24 июля 2023 года.

## История и запись
По словам барабанщика Дэнни Вагнера: «У нас была идея, что мы хотим рассказывать эти истории, чтобы построить вселенную. Мы хотели ввести персонажей, мотивы и идеи, которые возникали то здесь, то там на протяжении всей нашей карьеры в этом мире» .
Во время интервью в 2022 году с басистом Сэмом Кизкой он заявил, что новый альбом возвращается к более сырому звучанию, концептуально почти возвращаясь к «гаражному» периоду группы. В то же время, звучание группы будет более широким и разнообразным, а сам альбом «захватывающим, сырым и энергичным».

## Трек-лист
| №   | Название               | Длительность |
| --- | ---------------------- | ------------ |
| 1.  | «Fate of the Faithful» |              |
| 2.  | «Waited All Your Life» |              |
| 3.  | «The Falling Sky»      |              |
| 4.  | «Sacred The Thread»    |              |
| 5.  | «Runway Blues»         |              |
| 6.  | «The Indigo Streak»    |              |
| 7.  | «Frozen Light»         |              |
| 8.  | «The Archer»           |              |
| 9.  | «Meeting the Master»   | 5:13         |
| 10. | «Farewell For Now»     |              |

## Состав
Greta Van Fleet
- Джошуа Кишка — вокал, бэк-вокал
- Джейкоб Кишка — гитара, бэк-вокал
- Самуэль Кишка — бас, клавишные, бэк-вокал
- Даниэль Вагнер — ударные, бэк-вокал